# Muhammad Ramlan
Muhammad Ramlan (ur. 10 marca 1928 w Surakarcie, zm. 28 kwietnia 2008) – indonezyjski językoznawca. Specjalizował się w gramatyce języka indonezyjskiego.

## Życiorys
Kształcił się w Hollandsch-Inlandsche School w Surakarcie oraz w Christelijke Vervolgschool. Edukację kontynuował w szkole dla nauczycieli. W 1958 r. ukończył filologię indonezyjską na Wydziale Literatury Uniwersytetu Gadjah Mada. W latach 1955–1959 pracował jako nauczyciel języka indonezyjskiego w Yogyakarcie. Od 1959 r. był zatrudniony na Uniwersytecie Gadjah Mada. W 1977 r. został mianowany profesorem językoznawstwa indonezyjskiego.
Pełnił funkcję kierownika Koordinasi Pengajaran Linguistik na Uniwersytecie Gadjah Mada oraz Seksi Linguistik na kierunku filologia indonezyjska.

## Publikacje
- Tipe-Tipe Konstruksi Frasa dalam Bahasa Indonesia (Yogyakarta: UGM, 1964)
- Masalah Aktif-Pasif dalam Bahasa Indonesia (Yogyakarta: UGM, 1977)
- Kata Depan atau Preposisi dalam Bahasa Indonesia (Yogyakarta: Karyono, 1980)
- Ilmu Bahasa Indonesia: Sintaksis (Yogyakarta: Karyono, 1981)
- Paragraf: Alur Pikiran dan Kepaduannya dalam Bahasa Indonesia (Yogyakarta: Andi Offset, 1983)
- Tata Bahasa Indonesia: Penggolongan Kata (Yogyakarta: Andi Offset, 1985)
- Morfologi (Yogyakarta: Karyono, 1985)
- Kata Verbal dan Proses Verbalisasi dalam Bahasa Indonesia (Yogyakarta: UGM, 1988)
- Bahasa Indonesia yang Benar dan Salah (Yogyakarta: Andi Offset, 1990)